# Saatchi Gallery
La Galería Saatchi (en inglés: Saatchi Gallery) es una galería de arte contemporáneo en Londres.
Fue fundada por Charles Saatchi en 1985 para exponer su colección de arte al público. Ha ocupado diversas sedes, la primera en el norte de Londres, después en el South Bank junto al río Támesis, y finalmente en Chelsea, su ubicación actual. Tiene una fuerte presencia en los medios de comunicación.